# Rairangpur
Rairangpur is een stad en “notified area” in het district Mayurbhanj van de Indiase staat Odisha. 

## Demografie
Volgens de Indiase volkstelling van 2001 wonen er 21.682 mensen in Rairangpur, waarvan 51% mannelijk en 49% vrouwelijk is. De plaats heeft een alfabetiseringsgraad van 72%. 